# La Lastrilla
La Lastrilla er en by og kommune i det centrale Spanien i provinsen Segovia. Den har et indbyggertal på 4.697 (2024) indbyggere.